# Dorfkirche Grieben (Löwenberger Land)

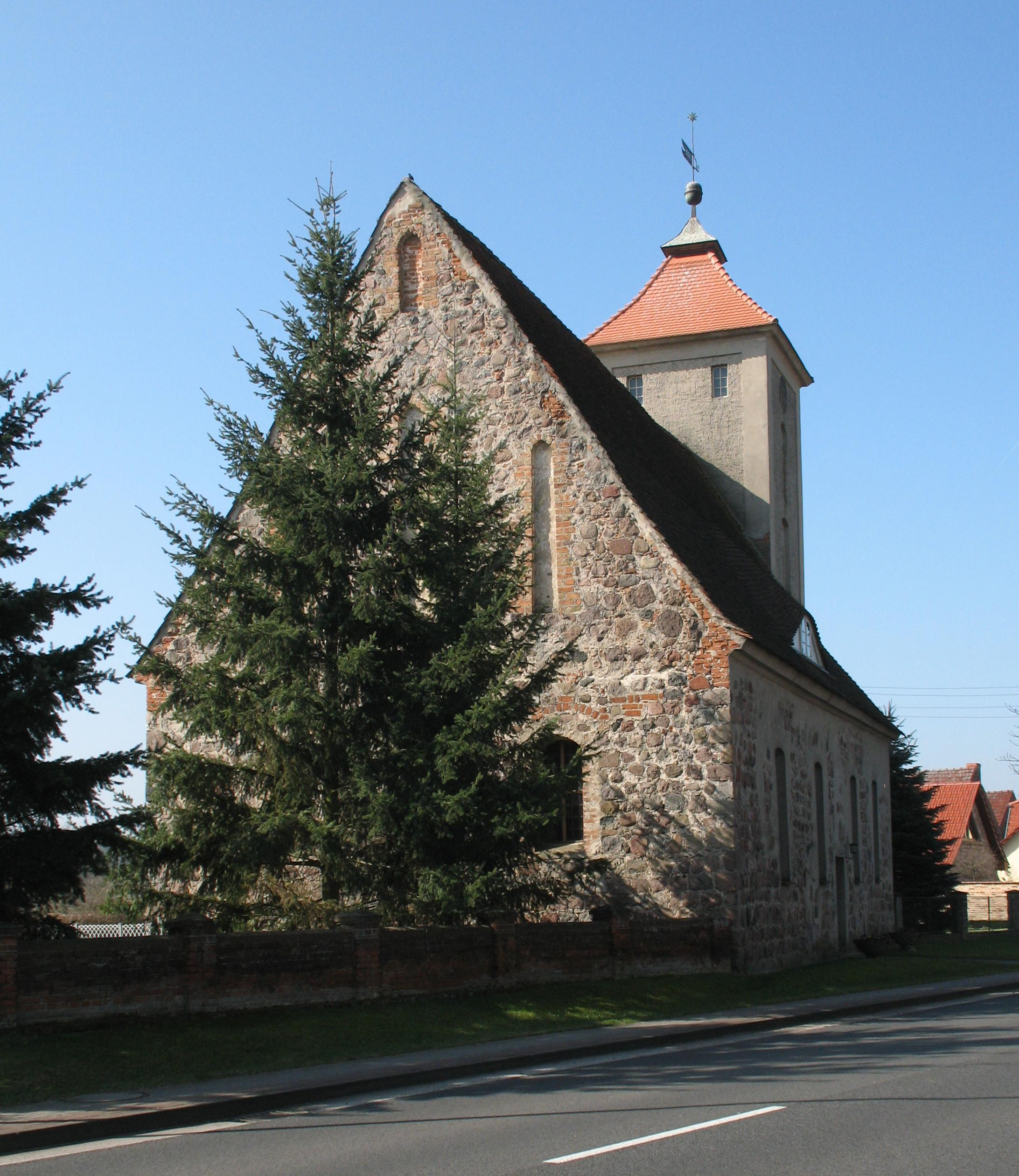
Dorfkirche Grieben

Die evangelische, denkmalgeschützte Dorfkirche Grieben steht in Grieben, einem Ortsteil der Gemeinde Löwenberger Land im Landkreis Oberhavel von Brandenburg. Die Kirche gehört zum Kirchenkreis Oberes Havelland der Evangelischen Kirche Berlin-Brandenburg-schlesische Oberlausitz.

## Beschreibung
Die frühgotische Feldsteinkirche wurde 1772 erneuert und um einen quadratischen Kirchturm im Westen erweitert. Der Giebel im Osten des Langhauses ist mit drei schmalen lanzettförmigen Blenden verziert.
Der Innenraum des Langhauses ist mit einer Flachdecke überspannt. Im Westen befindet sich eine Empore, im Osten ein Sakramentshaus mit Resten mittelalterlicher Schablonenmalerei. Zur Kirchenausstattung gehört ein hölzerner Kanzelaltar aus der ersten Hälfte des 18. Jahrhunderts, auf dem ein Sprenggiebel auf Säulen sitzt. Der Taufengel aus dem beginnenden 18. Jahrhunderts ist eine Leihgabe. Die Orgel mit neun Registern auf zwei Manualen und Pedal wurde 1850 von Carl August Buchholz gebaut.